# Mikko Lehtonen (1978)
Mikko Lehtonen (Kiiminki, 12 giugno 1978) è un ex hockeista su ghiaccio finlandese.

## Carriera

### Club
Ha giocato per gran parte della sua carriera nella SM-Liiga col Kärpät Oulu, nelle cui giovanili ha cominciato a giocare nel 1994. Nel 2001 fu scelto al draft NHL al quarto giro (271º assoluto) dai Nashville Predators. Rimase al Kärpät tuttavia fino al termine della stagione 2005-2006, quando passò ai Predators. Nella sua unica stagione in Nord America raccolse 15 presenze in NHL, trascorrendo poi il resto della stagione in AHL in farm team.
È quindi tornato al Kärpät, ma solo per una stagione, per passare poi nell'Elitserien svedese con il Timrå IK. Dopo una breve parentesi con il Frölunda HC dal dicembre 2010 è ritornato all'Oulun Kärpät, con cui è rimasto fino al ritiro al termine della stagione 2013-2014.

### Nazionale
Con la nazionale finlandese ha disputato due edizioni dei mondiali: 2006 (bronzo finale) e 2009.

## Palmarès

### Club
- Campionato finlandese: 3

Kärpät: 2003-2004, 2004-2005, 2007-2008

### Nazionale
- Campionato del mondo di hockey su ghiaccio:
  - 1 bronzo: 2006